# 竹内季雄
竹内 季雄（たけうち すえお、1910年7月3日 - 1981年8月3日）は、日本の経営者。間組社長を務めた。

## 経歴
山口県出身。1931年に熊本高等工業学校土木工学科を卒業し、1933年に間組に入社。1969年11月に取締役に就任し、1971年11月に常務、1972年12月に専務、1974年11月に副社長を経て、1975年5月に社長に就任。
1981年8月3日、脳溢血のために在任時に死去。71歳没。